# Rock n' Road
Rock n' Road est une émission de téléréalité québécoise sur le rock animée par Rémi-Pierre Paquin et diffusée entre le 14 janvier 2009 et le 5 juillet 2010 à MusiquePlus.

## Concept
L'émission regroupe plusieurs aspirants pour le poste de rockstar soit : des chanteurs, des bassistes, des guitaristes et des batteurs. Ils font une tournée à travers le Québec pour remporter plusieurs prix dont la production d'un vidéoclip.
Pour la finale, les groupes, au nombre de trois groupes de quatre musiciens (sauf pour un groupe de la saison 2 qui a renvoyé un de ses membres), qui doivent écrire une chanson originale.
Pour la saison 2, un musicien de chaque instrument accompagne les musiciens dans une voiture brune (le char brun dans l'émission) pour affronter un membre de l'autobus en duel ; ils se nomment les roadies.

## Saison 1

### Finalistes
- Antipod
- Exil
- Delta 20

Delta 20 remporte la finale.

## Saison 2

### Finalistes
- Lesborodéo : Jeff Patry, Martin Dionne, Benoit Lepage et Hugues Bouchard
- Alcatraz : Anthony Cantin, Simon Morin, Alexandre Ouellet (expulsé du groupe) et Samuel Dufour
- Les Roadies : Stacy Coroa, Benoît Villeneuve, Sébastien Potvin et Alexandre De Sève

Lesborodéo l'emporte.